# باشگاه فوتبال نیوانگلند رولوشن
نیوانگلند رِوُلوشِن (به انگلیسی: New England Revolution) یک تیم فوتبال در نزدیکی شهر بوستون در آمریکا است که در لیگ برتر فوتبال آمریکا (ام اس ال) بازی می‌کند.

## بازیکنان
- تیل بانبری